# Caleb Moore
Caleb Moore (Krum, Texas, 27 de agosto de 1987 - Grand Junction, Colorado, 31 de enero de 2013) fue un piloto profesional de motonieve estadounidense. Además, fue la primera persona en morir por consecuencia de las heridas sufridas durante los X Games. Durante su carrera X Games, Moore consiguió cuatro medallas.
Su hermano menor, Colten Moore es también un piloto de motonieve competitivo.

## Vida personal
Caleb Moore nació en 1987 en Krum, Texas. Sus padres eran Wade y Michele Moore.

## Carrera
Moore comenzó su carrera como corredor de un Automóvil todoterreno. Durante un evento en Minnesota, conoció a B.C Vaught, con el que luego firmaría un contrato para protagonizar algunas películas de deportes de acción. Vaught eventualmente se convirtió en el agente de Moore. 
Cuando Moore decidió cambiar del Automóvil todoterreno a la Motonieve, le pidió a Vaught que le enseñara a hacer una voltereta hacia atrás. Moore dominó la maniobra en dos semanas. 
Su primera competición como corredor profesional de Motonieve fue en los X Games de invierno el 2010, en Aspen, Colorado. Con solo un mes de práctica, Moore ganó una medalla de bronce en la división de freestyle, mientras que en el mejor truco terminó en el sexto lugar. 
Al año siguiente, Moore ganó la medalla de bronce (freestyle) y plata (mejor truco), en los X games de invierno. En 2012 repitió el bronce en la misma competición, mientras que su hermano Colten, se llevó el oro. 

### Lesiones y muerte
Moore se lesionó el 24 de enero de 2013, durante el freestyle de los X Games de invierno. Él estaba tratando de hacer un backflip (un truco que había hecho ya varias veces), cuando los esquíes de su motonieve se engancharon en la nieve, cuando intentaba aterrizar. Como resultado de ello, Moore volcó sobre el manillar y cayó al suelo, donde luego sería golpeado por el vehículo. Casualmente, su hermano Colten también resultó herido ese mismo día, por una fractura de pelvis. 
Moore fue capaz de salir de la escena bajo su propia fuerza y fue llevado a un hospital para recibir tratamiento por una conmoción cerebral. Los médicos descubrieron después sangrado alrededor del corazón, y le diagnosticaron una contusión cardíaca. Fue trasladado en helicóptero al Hospital St. Mary, donde fue intervenido quirúrgicamente. Más tarde, se anunció mediante un portavoz de la familia que había desarrollado una complicación en su cerebro. Su estado se deterioró y murió a la edad de 25 años el 31 de enero de 2013.